# Letheobia praeocularis
Letheobia praeocularis — вид змій родини сліпунів (Typhlopidae). Мешкає в Центральній Африці.

## Поширення і екологія
Letheobia praeocularis мешкають в Нігерії, Камеруні, Центральноафриканській Республіці, Екваторіальній Гвінеї, Габоні, Демократичній Республіці Конго, Республіці Конго і Анголі. Вони живуть в саванах і лісосаванах. Зустрічаються на висоті до 700 м над рівнем моря.